# Pertevniyal szultána
Pertevniyal szultána (پرتو نهال سلطان) (1812 körül – 1883. február 3.) oszmán szultána. II. Mahmud oszmán szultán asszonya, Abdul-Aziz oszmán szultán édesanyja.

## Élete
Cserkesz származású, a Kaukázus-ban született Hasna néven 1812 körül. Húga Hosiar Kadin volt, aki az egyiptomi Ibrahim pasa felesége lett.
A háremben a Pertevniyal nevet kapta. 18 évesen, 1830-ban megszülte az egyetlen fiát, a későbbi Abdul-Aziz oszmán szultánt. 1861-ben meghalt I. Abdul-Medzsid oszmán szultán, és Abdülaziz került a trónra, Pertevniyal pedig válide szultána lett.
1867-ben hivatalos látogatást tett Franciaországban, Egyesült Királyságban és  a Porosz Királyságban. III. Napóleon francia császár a feleségét, Eugénia francia császárnét küldte viszonozni a látogatást.
Pertevniyal 1883. február 3-án halt meg Beşiktaşban.